# Neobracea angustifolia
Neobracea angustifolia är en oleanderväxtart som beskrevs av Nathaniel Lord Britton. Neobracea angustifolia ingår i släktet Neobracea och familjen oleanderväxter. Inga underarter finns listade i Catalogue of Life.